# امامزاده هفت صندوق

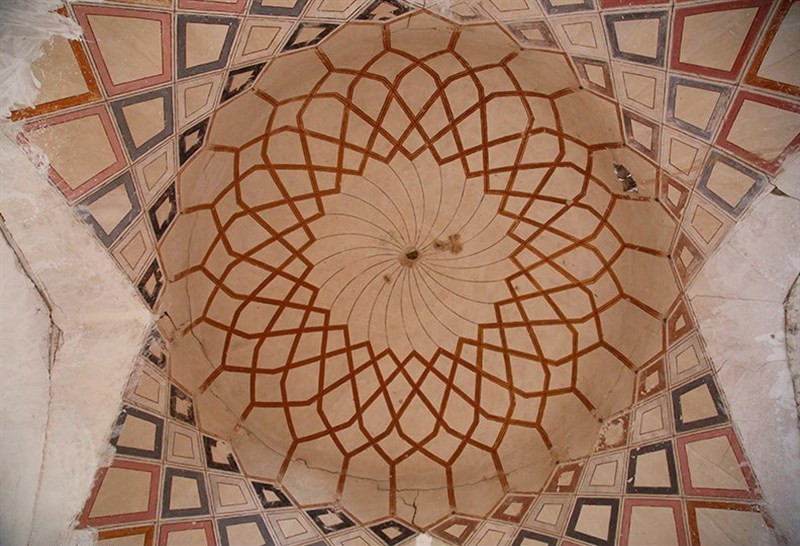
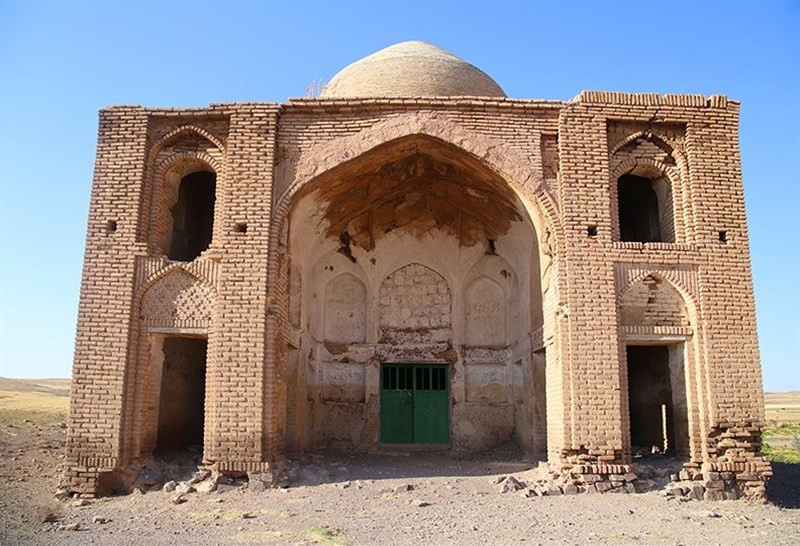
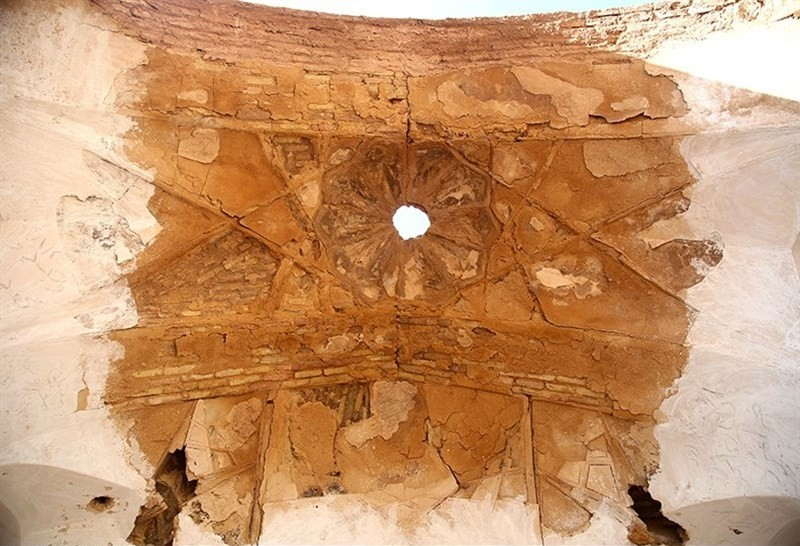

امامزاده هفت صندوق مربوط به دوره قاجار است و در شهرستان تاکستان، ۲۱ کبلومتری جاده ضیاءآباد به تاکستان واقع شده و این اثر در تاریخ ۳ بهمن ۱۳۷۹ با شمارهٔ ثبت ۳۰۲۲ به‌عنوان یکی از آثار ملی ایران به ثبت رسیده است.